# اریش زاندر
اریش زاندر (آلمانی: Erich Zander; ۱۱ آوریل ۱۹۰۵ – ۱۵ آوریل ۱۹۹۱) بازیکن هاکی روی چمن اهل آلمان بود.